# Gotzon Martín
Gotzon Martín Sanz (Orozko, Biscaia, 15 de fevereiro de 1996) é um ciclista espanhol que compete com a equipa Euskaltel-Euskadi.

## Biografia

### Inícios
Nascido em Orozko  no País Basco, Gotzon iniciou-se no ciclismo a uma idade temporã, junto a seu pai. O seu avô e seu pai têm praticado o ciclismo no passado. Em idade escolar, tomou lições na classe pedagógica organizada pela Fundação Euskadi, onde praticava bicicleta de montanha. Foi nesta ocasião quando conheceu a Miguel Madariaga, presidente da fundação basca. Depois incorporou-se ao Clube Ciclista Ugao, com a que participou em suas primeiras competições de rota.

### Carreira amador
Entre os juvenis, menores de 18, distinguiu-se no País Basco ao obter várias vitórias. Também teve suas primeiras convocações para a seleção nacional em 2014, em particular para os mundiais de ciclocross, onde ocupou o posto 31.º, e para o mundiais de rota em Ponferrada, onde finalizou 57.º. Depois incorporou-se à equipa de Equipa Fundação Euskadi-EDP em 2015.
Em 2016 ganhou o Torneio Lehendakari, ranking que premeia ao melhor corredor amador do País Basco, graças a numerosos lugares de honra. Em 2017 ganhou no Circuit d'Escalante, corrida autonómica, superando no sprint ao ex-profissional Javier Ruiz de Larrinaga. Nesse mesmo ano, finalizou sexto no Aiztondo Klasika e oitavo no Circuito Guadiana, duas provas do calendário da Copa da Espanha e décima-oitavo em La Ronde de l'Isard. Também obteve postos de honra em corridas do calendário amador basco.

### Carreira profissional
Em 2018 a Fundação Euskadi converte-se numa equipa continental. Gotzon Martín converte-se assim em corredor profissional ali.
Em 2019 ganhou o Grande Prêmio Abimota, uma corrida por etapas do calendário nacional português.

## Palmarés
- 2019
  - Grande Prêmio Abimota

## Resultados

### Grandes Voltas
| Corrida | Corrida         | 2018 | 2019 | 2020 | 2021 | 2022 |
| ------- | --------------- | ---- | ---- | ---- | ---- | ---- |
|         | Giro d'Italia   | —    | —    | —    | —    | —    |
|         | Tour de France  | —    | —    | —    | —    | —    |
|         | Volta a Espanha | —    | —    | —    | 37.º |      |

### Voltas menores
| Corrida | Corrida             | 2018 | 2019 | 2020 | 2021 |
| ------- | ------------------- | ---- | ---- | ---- | ---- |
|         | Volta à Catalunha   | —    | —    | —    | 61.º |
|         | Volta ao País Basco | —    | —    | —    | 53.º |

### Clássicas, Campeonatos e J.O.
| Corrida                   | Corrida                   | 2018 | 2019 | 2020 | 2021 |
| ------------------------- | ------------------------- | ---- | ---- | ---- | ---- |
| Clássica de San Sebastián | Clássica de San Sebastián | —    | —    | X    | 79.º |
| Espanha em Estrada        | Espanha em Estrada        | 63.º | Ab.  | —    | —    |
| Espanha Contrarrelógio    | Espanha Contrarrelógio    | —    | —    | —    | —    |

—: Não participa

Ab.: Abandona

X: Não se disputou

## Equipas
- Euskadi (2018-)
  - Team Euskadi (2018-2019)
  - Fundación-Orbea (01.2020-03.2020)
  - Euskaltel-Euskadi (04.2020-)